# Caseolus baixoensis
Caseolus baixoensis is een slakkensoort uit de familie van de Hygromiidae. De wetenschappelijke naam van de soort is voor het eerst geldig gepubliceerd in 1983 door Walden.